# Coppa Intercontinentale 1976 (pallacanestro)
La Coppa intercontinentale di pallacanestro del 1976 si è giocata in Argentina, a Buenos Aires, ed è stata vinta dal Real Madrid.

## Risultati
1 ottobre 1976
| Squadra 1         | Risultato | Squadra 2       |
| ----------------- | --------- | --------------- |
| Real Madrid       | 83–70     | Amazonas Franca |
| Obras Sanitarias  | 97–42     | ASFA            |
| Mobilgirgi Varèse | 89–66     | Missouri Tigers |

2 ottobre 1976
| Squadra 1         | Risultato | Squadra 2        |
| ----------------- | --------- | ---------------- |
| Real Madrid       | 89–51     | ASFA             |
| Mobilgirgi Varèse | 68–67     | Amazonas Franca  |
| Missouri Tigers   | 65–85     | Obras Sanitarias |

3 ottobre 1976
| Squadra 1       | Risultato | Squadra 2         |
| --------------- | --------- | ----------------- |
| ASFA            | 46–94     | Mobilgirgi Varèse |
| Missouri Tigers | 67–80     | Amazonas Franca   |
| Real Madrid     | 109–89    | Obras Sanitarias  |

4 Ottobre 1976
| Squadra 1        | Risultato | Squadra 2         |
| ---------------- | --------- | ----------------- |
| Missouri Tigers  | 85–45     | ASFA              |
| Obras Sanitarias | 80–76     | Amazonas Franca   |
| Real Madrid      | 79–74     | Mobilgirgi Varèse |

5 ottobre 1976
| Squadra 1         | Risultato | Squadra 2        |
| ----------------- | --------- | ---------------- |
| ASFA              | 57–89     | Amazonas Franca  |
| Missouri Tigers   | 97–102    | Real Madrid      |
| Mobilgirgi Varèse | 81–77     | Obras Sanitarias |

### Classifica finale
|    | Squadra          | Gioc. | V | P | PF  | PS  | Punti |
| -- | ---------------- | ----- | - | - | --- | --- | ----- |
| 1. | Real Madrid      | 5     | 5 | 0 | 462 | 381 | 10    |
| 2. | Pall. Varese     | 5     | 4 | 1 | 406 | 335 | 9     |
| 3. | Obras Sanitarias | 5     | 3 | 2 | 428 | 373 | 8     |
| 4. | Franca           | 5     | 2 | 3 | 382 | 355 | 7     |
| 5. | Missouri Tigers  | 5     | 1 | 4 | 380 | 401 | 6     |
| 6. | ASFA Dakar       | 5     | 0 | 5 | 241 | 454 | 5     |

| Coppa Intercontinentale 1976 |
| ---------------------------- |
| Real Madrid 1º titolo        |

## Formazione vincitrice
| N° | Naz.                   | Ruolo | Sportivo                    |  | Alt. |  |
| -- | ---------------------- | ----- | --------------------------- |  | ---- |  |
| 4  | Spagna (bandiera)      | AP    | Wayne Brabender             |  |      |  |
| 5  | Spagna (bandiera)      | P     | Vicente Ramos               |  |      |  |
| 6  | Spagna (bandiera)      | C     | Cristóbal Rodríguez         |  |      |  |
| 7  | Spagna (bandiera)      | P     | Carmelo Cabrera             |  |      |  |
| 8  | Spagna (bandiera)      | A     | Vicente Paniagua            |  |      |  |
| 9  | Spagna (bandiera)      | C     | Luis María Prada            |  |      |  |
| 10 | Stati Uniti (bandiera) | AP    | Walt Szczerbiak             |  |      |  |
| 11 | Spagna (bandiera)      | P     | Juan Antonio Corbalán       |  |      |  |
| 12 | Spagna (bandiera)      | C     | Rafael Rullán               |  |      |  |
| 13 | Spagna (bandiera)      | C     | Clifford Luyk               |  |      |  |
| 14 | Spagna (bandiera)      | AG    | Juan Manuel López Iturriaga |  |      |  |
| 15 | Stati Uniti (bandiera) | AG    | John Coughran               |  |      |  |
|    | Spagna (bandiera)      | C     | Fernando Romay              |  |      |  |
|    | Spagna (bandiera)      | All.  | Lolo Sainz                  |  |      |  |